# Chambre de commerce et d'industrie de Lille Métropole
La chambre de commerce et d’industrie de Lille Métropole était l’une des six CCI du département du Nord. Son siège était à Lille, place du Théâtre. Celui-ci est devenue le siège de la chambre de commerce et d'industrie du Grand Lille.
Ce site est desservi par la station de métro Rihour.
Elle faisait auparavant partie de la chambre régionale de commerce et d’industrie du Nord - Pas-de-Calais.

## Rôle économique
À ce titre, elle était un organisme chargé de représenter les intérêts des entreprises commerciales, industrielles et de service de l’arrondissement de Lille, partie du département du Nord et de leur apporter certains services. C’était un établissement public qui gère en outre des équipements au profit de ces entreprises.
Comme toutes les CCI, elle était placée sous la double tutelle du Ministère de l’Industrie et du Ministère des PME, du Commerce et de l’Artisanat.

### Service aux entreprises
- Centre de formalités des entreprises
- Assistance technique au commerce
- Assistance technique à l'industrie
- Assistance technique aux entreprises de service
- Aide à l'implantation d'entreprises : agence pour la promotion internationale de Lille Métropole

### Gestion d'équipements
- Port fluvial de commerce de Lille ;
- Aéroport de Lille - Lesquin ;
- Parcs d’activités de la CCI de Lille Métropole.

### Centres de formation
- C Com : école de communication Graphisme et Multimédia ;
- CNDE : centre national des décorateurs étalagistes ;
- E2ST : école supérieure des services et du tertiaire ;
- EGC de Lille-Métropole appartient au réseau national des EGC ;
- IPRA : école supérieure de vente, affiliée au réseau national des 76 instituts des forces de vente gérées par les CCI ;
- Centre de formation d'apprentis de la CCI de Lille Métropole.

Ces écoles sauf l'EGC, sont regroupés sur le campus CEPRECO à Roubaix.
- CEPI Management à Marcq-en-Barœul.

## Architecture

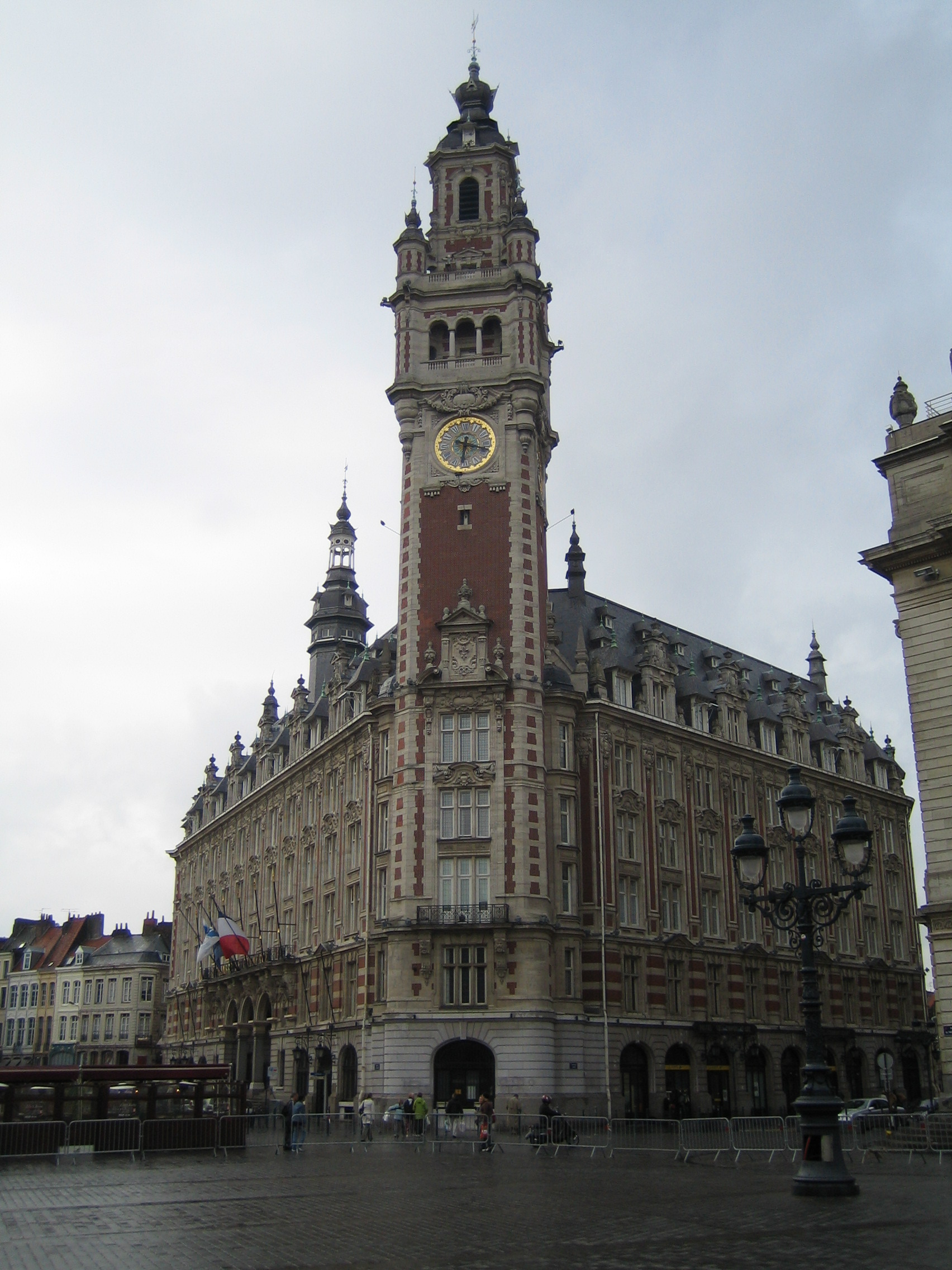
chambre de commerce et son beffroi.

Historiquement la chambre de commerce de Lille était située à la Vieille Bourse. Elle occupe ensuite différents locaux jusqu'à la construction de la chambre de commerce de Lille au début du XXe siècle.

## Historique
- La chambre de commerce et d'industrie de Lille Métropole naît en 1967 de la fusion des chambres de commerce de Lille, avec celles de Roubaix et de Tourcoing ; on notera qu'à l'époque, la plus importante des trois est la chambre de commerce de Tourcoing.
- L'assemblée générale du 27 novembre 2006 la dissout pour rejoindre la chambre de commerce et d'industrie du Grand Lille.
- Le décret du 7 mai 2007, reconnait sa fusion dans la chambre de commerce et d'industrie du Grand Lille. C'est un regroupement de 4 chambres de commerce : chambre de commerce et d'industrie de Douai, Lille, chambre de commerce et d'industrie d'Armentières - Hazebrouck, chambre de commerce et d'industrie de Saint-Omer Saint-Pol-sur-Ternoise.
- Le 1er janvier 2008 : Disparition de la chambre de commerce de Lille Métropole pour devenir la CCI Grand Lille.

### Présidents de la chambre de commerce de Lille

Logo dans les années 1990.

| Année | Président                       |
| ----- | ------------------------------- |
| 1803  | MM. Lefebvre Fils               |
| 1805  | Louis Baudouin Joseph Gruson    |
| 1811  | Alexandre Beaussier-Mathon      |
| 1816  | Joseph Désiré Vanœnacker-Luiset |
| 1820  | François Barrois-Virnot         |
| 1823  | Revoire                         |
| 1831  | Auguste Lefebvre                |
| 1833  | Prosper Philippe Félix Derode   |
| 1836  | Joseph Aimé Delesalle-Desmedt   |
| 1837  | Aimé Tilloy-Casteleyn           |
| 1840  | Frédéric Kuhlmann               |
| 1848  | Charles Kolb-Bernard            |
| 1869  | Charles Verley                  |
| 1872  | Henri Bernard                   |
| 1880  | Émile Delesalle                 |
| 1889  | Julien Le Blanc                 |
| 1898  | Edmond Faucheur                 |
| 1920  | Alfred Descamps                 |
| 1936  | Pierre Thiriez                  |
| 1945  | Jean Goudaert                   |
| 1960  | Guillaume Descamps              |
| 1965  | Pierre Decoster                 |
| 1971  | Charles Verspieren              |
| 1974  | Robert Delesalle                |
| 1980  | Jacques Raille                  |
| 1983  | Marcel Delcourt                 |
| 1986  | Gérard Tiébot                   |

## Pour approfondir